# 格羅夫蘭鎮區 (密歇根州)
格羅夫蘭鎮區（英語：Groveland Township）是位於美國密歇根州奧克蘭縣的一個行政鎮區。

## 地方資料
格羅夫蘭鎮區的面積為93.30平方千米，當中陸地面積為91.30平方千米，而水域面積為2.00平方千米。根據2020年美國人口普查的數據，當地共有人口5912人，而人口密度為每平方千米63.37人。